# 邢波
邢波 （英語：Eric Xing）是卡内基梅隆大学计算机科学院教授，专供于机器学习、计算生物学和统计方法等方向。

## 生平
邢波喜爱冒险，1988年考入清华大学，曾经担任清华大学登山队第一任队长。1993年毕业于清华大学物理系，1994年考入罗格斯大学学习分子生物学与生物化学，1996年同校学习计算机科学，1998年拿到罗格斯大学计算机科学硕士，1999年拿到罗格斯大学分子生物学博士学位，2004年拿到加州大学伯克利分校计算机科学博士学位。他评价其三位博士生导师理查德·卡普（计算机学家,偏重理论），迈克尔·乔丹(计算机学家,偏重概率统计)，Stuart J. Russell（很好的计算机学家、哲学家）。
此外，他与合作者开发了具有大量数据，大型模型和广泛算法的分布式机器学习的“Petuum”框架。

## 荣誉
2016年被选为美国人工智能协会会士。